# Prix international Kim-Il-sung
Le prix international Kim-Il-sung (coréen : 국제김일성상) est un prix décerné pour contribution à l'étude et à la diffusion des idées du Juche. Il est nommé en l'honneur de Kim Il-sung, dirigeant de la Corée du Nord, à qui l'on attribue la création des idées du Juche.
Le prix a été institué le 13 avril 1993, lorsque la Corée du Nord a organisé le Conseil international du prix Kim-Il-sung à New Delhi, en Inde, pour célébrer internationalement le 81e anniversaire de Kim Il-sung (le 15 avril 1993).

## Nomination
Le prix récompense des personnalités politiques importantes qui ont adhéré aux idées du juche et contribué à l'indépendance et à la paix à travers le globe.
Le prix récompense une seule personne par année, à la date de l'anniversaire de Kim Il-sung, le 15 avril. Il devrait en toute logique donc y avoir 17 récipiendaires à la fin 2009.

### Conseil du prix
Le Conseil international du prix Kim-Il-sung sélectionne et décide du candidat et organise la remise du prix. Le Conseil a été officiellement enregistré en Inde et son siège est à New Delhi. Le Conseil est composé selon le décret d'instauration du prix de « personnalité politique et de membre distingué du cercle académique », concrètement il y a un secrétaire général et sept directeurs.
La composition du conseil n'est pas rendue publique, mais les personnes suivantes sont connues pour en avoir été membres :
- Alva Chavez, directeur (2002)[4], membre (2007)[5] ;
- Shuhachi Inoue, directeur (2002)[4] ;
- Vishwanath, secrétaire général, 2012[6].

Depuis 2007, le prix est décerné par la Fondation internationale Kim Il-sung (réorganisée sous le nom de Fondation Kim Il-sung-Kim Jong-il en 2012).

## Récipiendaires
Les récipiendaires de ce prix sont mal connus, mais certains le sont tout de même :
- Shuhachi Inoue, le 12 avril 1993[2], premier récipiendaire[6],[3]
- Vishwanath[6],[3], 13 avril 2002
- Kim Jong-il[6], 16 février 2007[5],[3]
- Norodom Sihanouk, 29 mars 2012[8]
- Ramon Jimenez Lopez, directeur général de l'Institut international des idées du Juche, le 6 avril 2018[9].
- Une personne a été récompensée en 1994, une autre en 1995, et deux personnes en 1996[2]

En 2014, le président ougandais Yoweri Museveni a été proposé pour le prix, mais a refusé à plusieurs reprises de le recevoir. 

## Apparence
Le prix comprend une médaille d'or, un certificat, un jeton souvenir et d'une somme d'argent,.
La médaille est en or de forme ovale sur fond rayé, elle présente au centre un portrait de Kim Il-sung sur fond blanc. Le portrait est entouré de deux épis avec au centre en bas l'inscription en alphabet latin « KIM IL SUNG ». Le portait est surmonté d'une étoile à 5 branches. Le revers de la médaille est plat, et présente l'inscription en alphabet latin « THE GOLD MEDAL OF THE INTERNATIONAL KIM IL SUNG PRIZE ». Cette médaille est accrochée à un système de suspension sur lequel est représentée une flamme avec l'inscription en alphabet latin « JUCHE » avec à l'arrière un système d'accroche d'épingle à cheveux. La médaille est reliée à une chaîne de collier en métal doré présentant alternativement une fleur de prunier et l'emblème national.
Les certificats sont numérotés mais pas les médailles.
Le prix est accompagné d'un trophée en or.

Emblème de la Corée du Nord sur le collier

### Variantes
Il existe différentes variantes du prix. Les variantes ont uniquement de différent le portrait de Kim Il-sung au centre de la médaille.